# StyleWriter

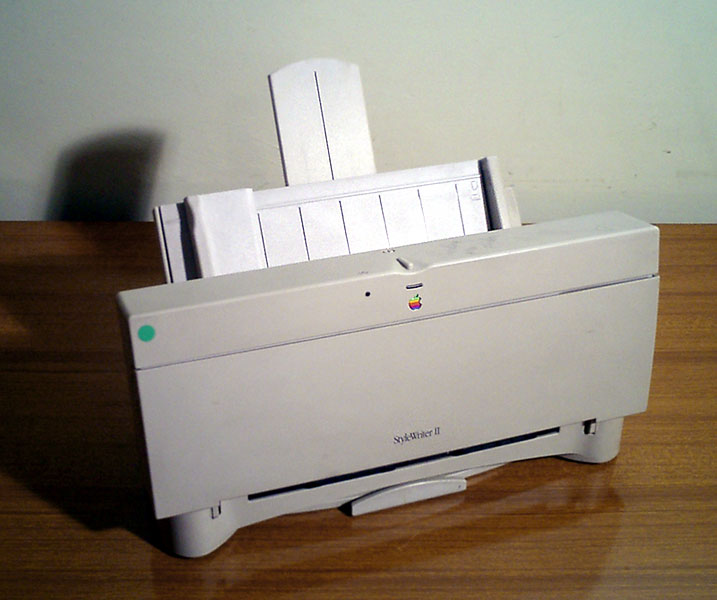
StyleWriter II

Le StyleWriter sono delle stampanti a getto di inchiostro prodotte in passato da Apple. Vennero annunciate nel 1990 e sostituivano le stampanti ad aghi ImageWriter.
La nuova tecnologia di stampa a getto di inchiostro consentiva una discreta qualità di stampa, superiore alle stampanti ad aghi, e nel contempo consentiva bassi costi di esercizio. Le stampanti StyleWriter erano rivolte a un pubblico domestico o verso uffici che necessitavano di stampare un numero molto ridotto di copie, dato che il costo per pagina era maggiore rispetto a una stampante laser e quindi un ufficio che necessitava di stampare un discreto numero di pagine alla settimana trovava più conveniente una stampante laser come quelle della linea Laserwriter. La prima StyleWriter era in grado di stampare una pagina per minuto, la StyleWriter II consentì di raddoppiare il numero di pagine per minuto. La StyleWriter 1200 portò a tre le pagine stampate in un minuto ma le nuove tecnologie consentivano la stampa a colori in modo economico e con l'avvento delle serie Color StyleWriter la serie "classica" venne dismessa. Molti dei modelli erano stampanti Canon rimarchiate.